# 松浪健太
松浪 健太（まつなみ けんた、1971年8月17日 - ）は、日本の政治家。大阪維新の会所属。
大阪府議会議員（1期）､衆議院議員（5期）、厚生労働大臣政務官（第1次安倍改造内閣・福田康夫内閣）、内閣府大臣政務官（福田康夫改造内閣・麻生内閣）、（旧）日本維新の会国会議員団幹事長、同国会議員団総務会長兼選挙対策委員長、維新の党国会対策委員長、同幹事長代行、同選挙対策委員長、日本維新の会国会議員団代議士会長などを歴任。
元大阪府議会議員の松浪啓一は伯父。元衆議院議員の松浪健四郎は叔父。啓一の長男で、従兄にあたる松浪武久は大阪府議会議員、元泉佐野市議会議長。

## 来歴
大阪府泉佐野市出身。
1990年3月、清風高等学校を卒業。1991年4月、早稲田大学商学部へ進学。在学中に1年間休学し、オーストラリアのタスマニア州に赴き、小･中学校で日本文化を教えるインターンを経験した。
1997年4月、産経新聞社に入社。横浜総局、青森支局、整理部、社会部にて勤務した。
2002年10月に退社し、辻元清美衆議院議員（社会民主党）の辞職（辻元清美秘書給与流用事件）に伴う大阪10区補欠選挙に自由民主党公認（公明党・保守党推薦）で出馬。松浪を含め8人が立候補した混戦を制し、初当選。党内派閥では、江藤・亀井派に所属。当時の自民党では2番目に若い31歳だった。
2003年の第43回衆議院議員総選挙では、大阪10区で民主党前職の肥田美代子に敗れ、比例復活もならず落選。
2005年、第44回衆議院議員総選挙に大阪10区から自民党公認で出馬。社民党公認の辻元、民主党公認の肥田を破り、国政に復帰した（辻元は比例復活）。
2007年8月、第1次安倍改造内閣で厚生労働大臣政務官に任命され、福田康夫内閣まで務める。福田康夫改造内閣では内閣府大臣政務官に任命された。麻生内閣でも再任されるが、2009年1月、衆議院本会議における第2次補正予算案の採決で、定額給付金への反対を理由に投票を棄権したため、内閣府大臣政務官を罷免された。
同年8月の第45回衆議院議員総選挙では、大阪10区で辻元に敗れたが、重複立候補していた比例近畿ブロックで復活し、3選。
2010年4月、自由民主党中央政治大学院副学院長に就任。5月、所属していた伊吹派を退会。
2012年9月、日本維新の会の結党に参加するため、自民党に離党届を提出。これに対し、党大阪府連は10月27日の府連大会で「自民党に投票した有権者の思いを踏みにじる行為」だとして、松浪の議員辞職を求める宣言を採択した。その後、維新に合流した松浪と谷畑孝衆議院議員に対し、除名処分が下った。
日本維新の会結党に伴い、国会議員団幹事長に就任（太陽の党の合流に伴い退任、後任は松野頼久）。以降、一貫して橋下徹と行動を共にする。同年12月の第46回衆議院議員総選挙では、日本維新の会公認、みんなの党推薦で大阪10区から出馬。民主党前職の辻元を約6,000票差で破り、4選。
2013年10月15日、衆議院決算行政監視委員長に就任。
2014年6月の日本維新の会分裂時、次世代の党に参加した藤井孝男に代わり、党国会議員団総務会長兼選挙対策委員長に就任。同年9月に維新の党が発足すると、国会議員団国会対策委員長に就任。
2014年12月の第47回衆議院議員総選挙では、維新の党公認で大阪10区から出馬。前回下した辻元に敗れたが、比例復活で5選。その後の役員人事で党幹事長代行に就任。
2015年10月の維新の党分裂時も、橋下とともにおおさか維新の会に参加する。
2017年10月の第48回衆議院議員総選挙では、日本維新の会（おおさか維新の会が改称）公認で大阪10区から出馬したが、立憲民主党から出馬した辻元、自民党の大隈和英の後塵を拝し、比例復活もならず落選。
2019年4月、第19回統一地方選挙の一環として行われる大阪府議会議員選挙では、高槻市及び三島郡選挙区より立候補し、トップ当選した。
2020年7月、関西広域連合理事に就任した。
2022年9月、翌年の大阪市長選挙に向けて維新が行った候補者公募に応募したが、11月4日に行われた二次選考で敗れた。
2023年2月、大阪維新の会は同年4月の高槻市長選挙へ、松浪を擁立する方針を決定した。同月13日に正式に立候補を表明した。同年4月23日執行の市長選挙に立候補したが、現職の濱田剛史に敗れ落選した（濱田：99,816票、松浪：42,401票）。

## 政策・主張
- 道州制の導入を推進[14]。廃藩置県という統治機構改革によって、明治の三大改革（地租改正、学制、徴兵制）が成し遂げられたことになぞらえ、日本の抜本的な改革には「廃県置州」（道州制）が必要だと考えるようになったという[2]。
- 議員定数の削減に賛成[4]。平成の大合併によって、市町村の首長、地方議員ら計約1万7000人が職を失い、行政組織の合理化のために身を捧げた一方で、国会、都道府県議会はこれまで小幅な定数削減しかしておらず、国会、都道府県議会のあり方を国民が納得できる形で示さねばならないとしている[4]。
- 選択的夫婦別姓制度の導入に反対[15][16][17]。
- たばこ税の増税に反対しており、2010年の財務金融委員会で提出された「公平性を欠くたばこ税増税反対に関する請願」の紹介議員に名を連ねている[18]。
- 受動喫煙防止を目的に飲食店などの建物内を原則禁煙とする健康増進法改正に反対。その理由として「家庭内に法が立ち入る事には反対」と回答している[19]。

## 人物
- 「健太」という名前は、泉佐野市議だった祖父が命名した[2]。理由は「簡単で覚えやすい名前のほうが選挙に役立つ」というものだった[2]。
- 祖父は夜間大学に通いながら税理士になった苦労人で、公共心に篤かったという[2]。祖父の自己犠牲的な行動を聞かされて育ったことにより、松浪自身も政治家を目指すに至った[2]。
- 中学の頃よりエレキギターに熱中する一方、陸上110ｍハードルでは近畿大会に出場[2]。また、高校在学中に極真空手を始める[2]。
- 大学在学中、元極真空手王者の東孝が主催する大道塾に入門し、総合格闘技を学んだ[2]。松浪は全国大会の常連となり、自衛隊の従手格闘技チャンピオンに勝利するなど一定の戦績を上げたが、チャンピオンにはなれなかった[2]。卒業前にはプロボクシングのライセンスを取得している[2]。
- 格闘技修行のため、バンド活動は諦め、エレキギターからガットギターに転向し、クラシックやタンゴなどを弾くようになった[2]。タスマニア州にインターン中、レイ・グルーム州知事の前でボサノヴァをソロギターで披露したこともある[2]。
- 学業成績は「優」の取得が１つにとどまったものの、TOEICのスコアはAレベルであった[2]。
- アントニオ猪木と交流があり、2014年7月と2016年9月に猪木が北朝鮮を訪問した際にも同行している[20][21]。
- 中曽根康弘元首相の「君たちは明治維新、終戦に次ぐ、第三の転換点に生きている。第三の転換点に何を成すかを考えなさい」という言葉に薫陶を受けた[4]。

## 発言
- 2012年9月29日に、大阪維新の会が日本維新の会結党に先立ち実施した公開討論会に参加した際、「僕らも橋下（徹大阪維新の会）代表には言いたい放題言う。ざっくばらんにやっていかないと持たない。これからは遠慮なくやらせてもらう」と発言し[22]、さらに公式ブログに「もはや、最初と違ってお客さんではない」「国政における決定は議員団ですべきことを橋下代表も認めた」と書き込んだことに対し、橋下は「松浪議員だって、日本維新の会に所属しなければ、こうやって天下の朝日新聞にブログのチェックなんかされなかった」「日本維新の会に所属しなくてもいいではないか」と不快感を示した。松浪は同ブログで読売新聞と、自らの出身である産経新聞を「大変、不本意な記事である」と批判した上で「維新は議論して、決める政党だということを述べたにすぎない」と釈明、橋下について「橋下徹という政治家は特別な存在である」と称賛した上で「マスコミに言葉尻で質問されれば、橋下代表も売り言葉に買い言葉で答えざるをえないと思うが、マッチポンプな報道はやりきれない」と逆に記者を批判した[23][24][25]。

## 政治献金
2011年6月13日、松浪が支部長を務める自民党大阪府第10選挙区支部が、暴力団との関係を理由に大阪府の公共工事の入札から2010年7月以降は排除されていた大阪府高槻市の建設会社から、2005年〜2010年までの5年間に合計約60万円の政治献金を受けていた事実が報道されている。

## 所属団体・議員連盟
- 日本会議国会議員懇談会[27]
- みんなで靖国神社に参拝する国会議員の会[27]
- 創生「日本」[27]
- 国際観光産業振興議員連盟（副会長）[28]